# No Comment
No Comment est un programme court de la chaîne de télévision Euronews présentant des images vidéos d'actualité sans aucun commentaire journalistique, exception faite d'un bandeau précisant le site et la date de la prise de vue. L'émission est considérée comme une signature de la chaîne.
Elle est diffusé toutes les demi-heures juste avant les bulletins météo et les journaux sur Euronews ainsi que sur Africanews depuis son lancement en 2016